# Woltersdorf (Brandemburgo)
Woltersdorf é um município da Alemanha, situado no distrito de Oder-Spree, no estado de Brandemburgo. Tem 9,12 km² de área, e sua população em 2019 foi estimada em 8.302 habitantes.